# Disaster (EP)
Disaster es el cuarto EP de la banda estadounidense de metalcore Attack Attack!. Fue lanzado el 20 de septiembre de 2024 a través de Oxide Records. Es el primer lanzamiento de la banda que no cuenta con la participación del guitarrista Andrew Whiting, aunque sí aparece en los créditos de composición. Todas las canciones tienen videoclips. El videoclip de "Spitfire" se lanzó el mismo día que el lanzamiento del EP.

## Lista de canciones
Todas las canciones escritas y compuestas por Attack Attack! y Andrew Whiting. 
| N.º | Título                      | Duración |  |
| 1.  | «Concrete»                  | 3:18     |  |
| 2.  | «Blood on the Walls»        | 3:16     |  |
| 3.  | «Disaster»                  | 3:25     |  |
| 4.  | «Spitfire»                  | 3:04     |  |
| 5.  | «We All Meet Up in the End» | 2:56     |  |

## Personal
Attack Attack!
- Chris Parketny – voz principal
- Ryland Raus – guitarra
- Cameron Perry – bajo
- Andrew Wetzel – batería